# مارک فرانتسکوویاک
مارک فرانتسکوویاک (لهستانی: Marek Frąckowiak؛ ۱۶ اوت ۱۹۵۰ – ۶ نوامبر ۲۰۱۷) بازیگر و صداپیشه اهل لهستان بود. وی بین سال‌های ۱۹۷۱ تا ۲۰۱۷ میلادی فعالیت می‌کرد.
از فیلم‌ها یا مجموعه‌های تلویزیونی که وی در آن‌ها نقش داشته است می‌توان به سرنوشت‌های لهستانی، حالا یا هرگز!، شکایت، رانندگان جایگزین، هنرمندان، با آتش و شمشیر،خودِ زندگی، سال‌های شیرین، خط تأخیر، تیم، خانه کشیش، قانون حقیقی، ترانه عاشقانه‌ای برای یانوشک و مرد بی‌نهایت آرام اشاره نمود.